# Hyperlandia
Hyperlandia è un singolo realizzato dal produttore discografico canadese deadmau5 e dal gruppo musicale statunitense Foster the People, più precisamente il frontman Mark Foster.
Il singolo si è posizionato #24 nella classifica Hot Dance/Electronic Songs di Billboard.

## Tracce
1. Hyperlandia (Vocal Mix)
2. Hyperlandia (Radio Edit)
3. Hyperlandia (Original Mix)
4. Hyperlandia (Club Mix)

### Remixes
1. Hyperlandia (Lamorn Remix)